# 八幡浜駅
八幡浜駅（やわたはまえき）は、愛媛県八幡浜市江戸岡にある、四国旅客鉄道（JR四国）予讃線の駅である。駅番号はU18。駅名標のコメントは「みかんの香る四国最西端の駅」。愛媛県及び四国の最西端の駅である。
八幡浜市の代表駅で、全特急列車が停車する。また、観光列車・伊予灘ものがたりの1往復が発着する。九州方面へのフェリー航路および、佐田岬半島（三崎港）方面への路線バスの乗換駅でもある。

## 歴史
- 1939年（昭和14年）2月6日：国鉄の駅として開業する[2]。
- 1950年（昭和25年）3月20日：昭和天皇のお召し列車が発着（昭和天皇の戦後巡幸）[3]。
- 1983年（昭和58年）11月16日：100kmまでの近距離乗車券、急行券、自由席特急券、入場券を発券できる自動券売機が設置され、使用開始する。
- 1984年（昭和59年）2月1日：貨物の取扱を廃止する[2]。
- 1986年（昭和61年）11月1日：荷物扱い廃止[2]。
- 1987年（昭和62年）
  - 3月31日：貨物の取扱を再開する。但し、蜜柑の出荷時期に限定した取扱で、臨時貨物列車のみの設定とされた。
  - 4月1日：国鉄分割民営化により、四国旅客鉄道・日本貨物鉄道の駅となる[2]。
- 2006年（平成18年）4月1日：JR貨物の駅（貨物の取扱）が廃止される（定期貨物列車の設定には至らないまま廃止された）[4]。

## 駅構造

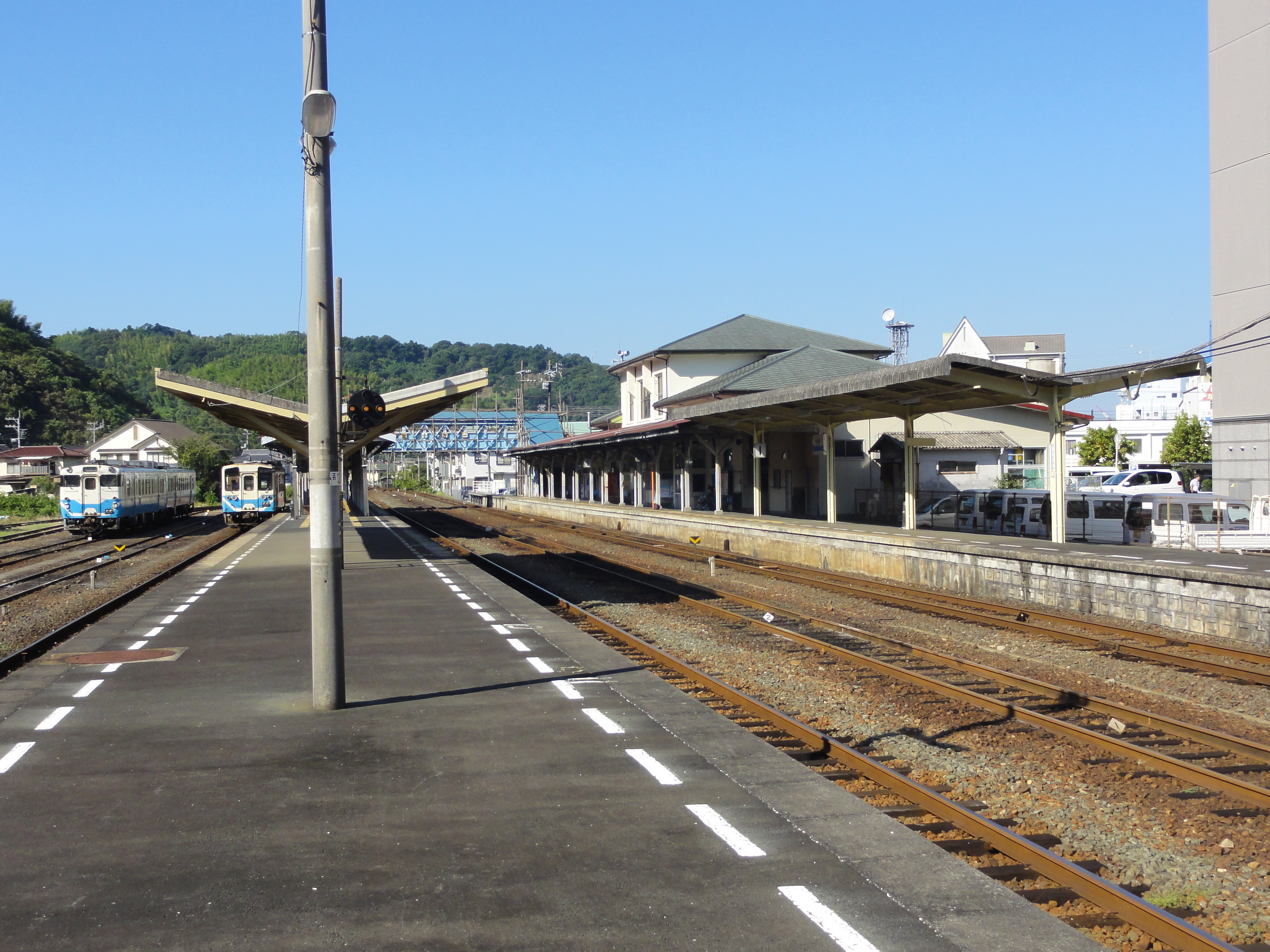
構内（2011年9月）

単式ホーム1面1線と島式ホーム1面2線、合計2面3線のホームを持つ地上駅。駅舎側から単式ホーム（1番のりば）、島式ホーム（2番のりば・3番のりば）となっており、特急列車は上下列車全て1番のりばを使用するが、「伊予灘ものがたり」運転日は当列車の発着が1番のりばとなるため、その時間と重なる列車のみ2番のりばを使用する。3番のりばは特急列車の待避および当駅始発の列車が主に使用する。
直営駅であり、みどりの窓口と自動券売機が設置されている。オレンジカードの自動券売機での使用は現在不能。また、コンビニエンスストア（四国キヨスクと提携したセブン・イレブン）、トヨタレンタリースJR八幡浜駅店（駅レンタカーの営業所を兼務）が設けられている。
かつて通票閉塞が施行されていた頃には当駅を通過する列車が存在したため、タブレット授受器が1、2番のりばに設置されていた。

### のりば

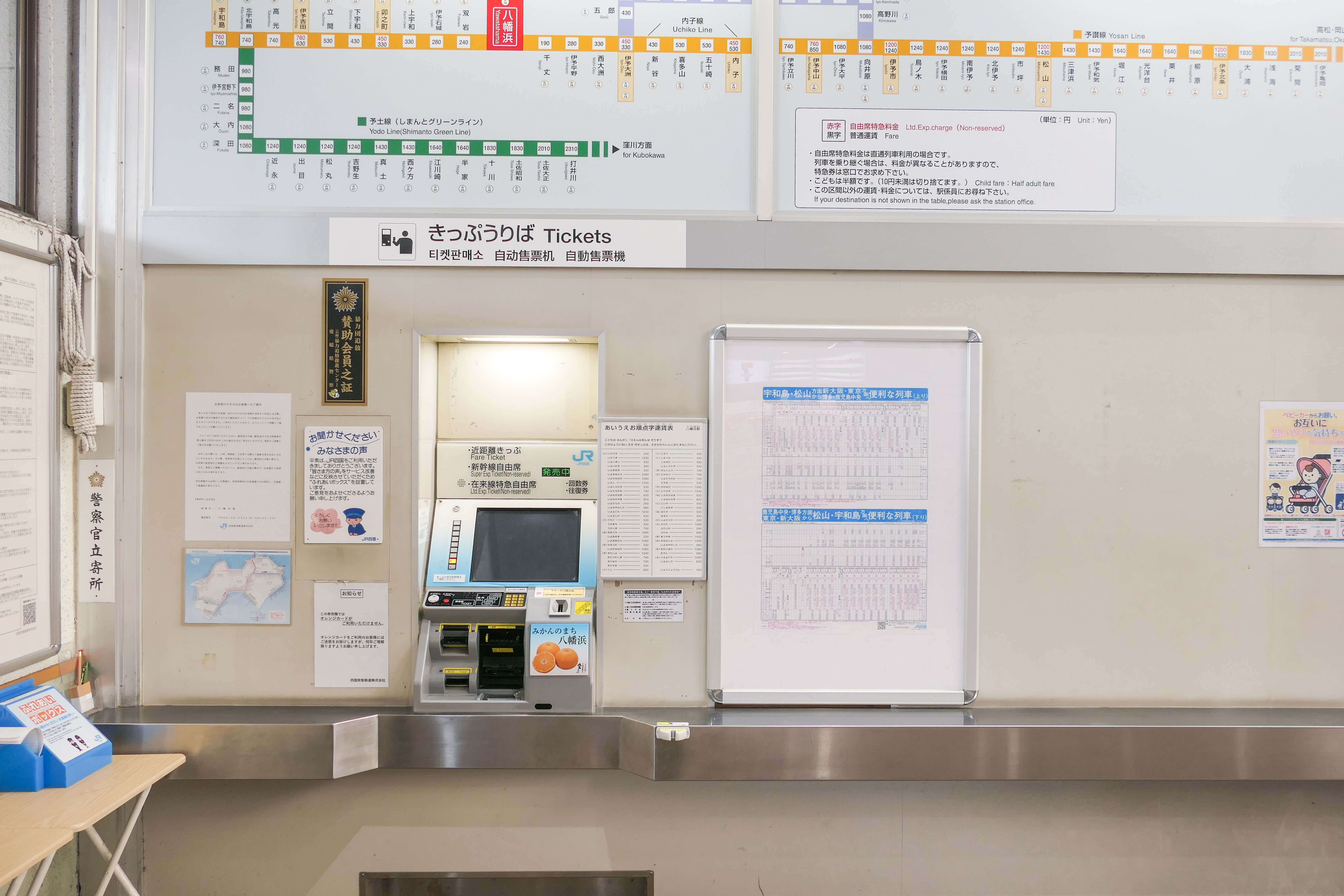
切符券売機（2025年1月）
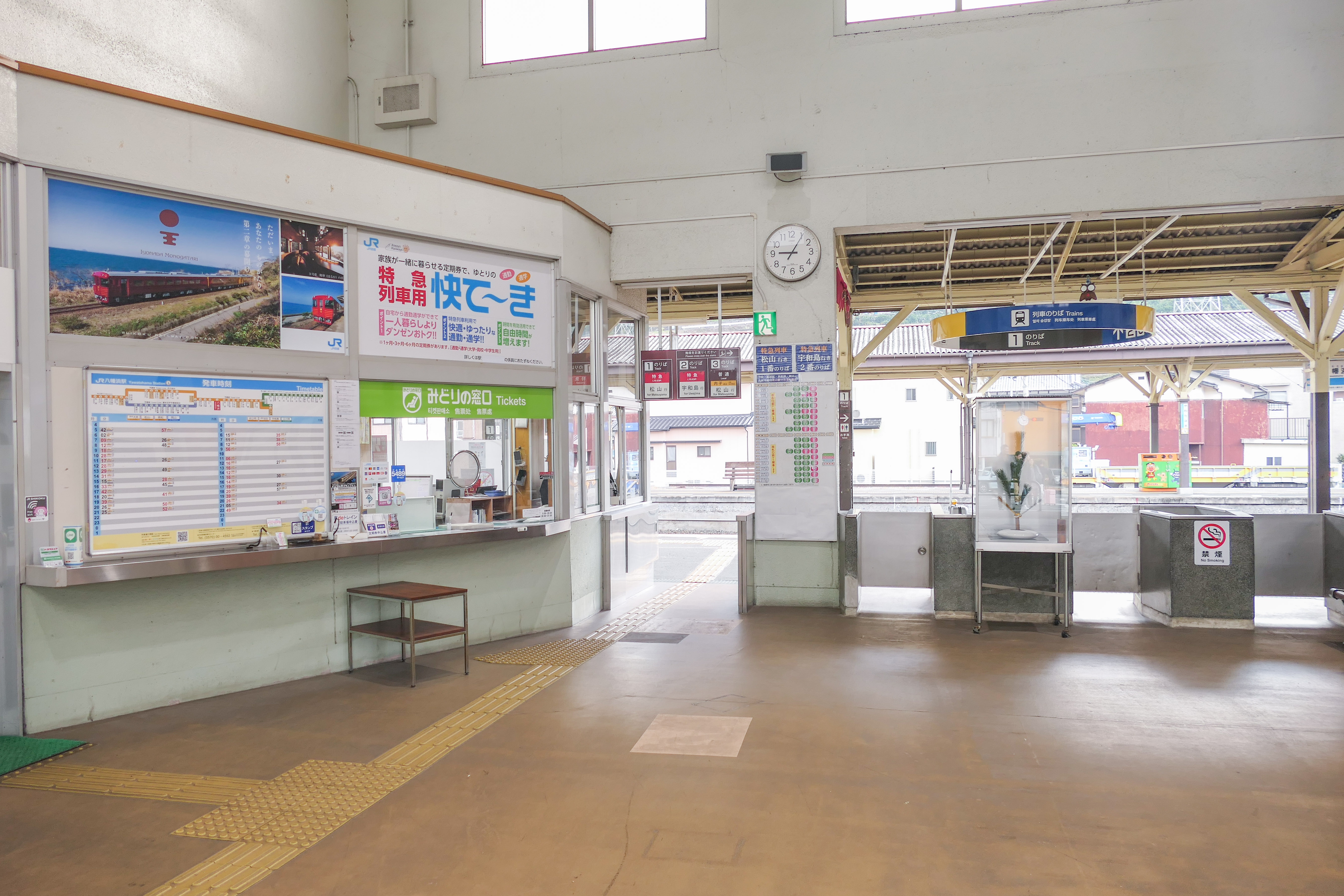
改札口（2025年1月）
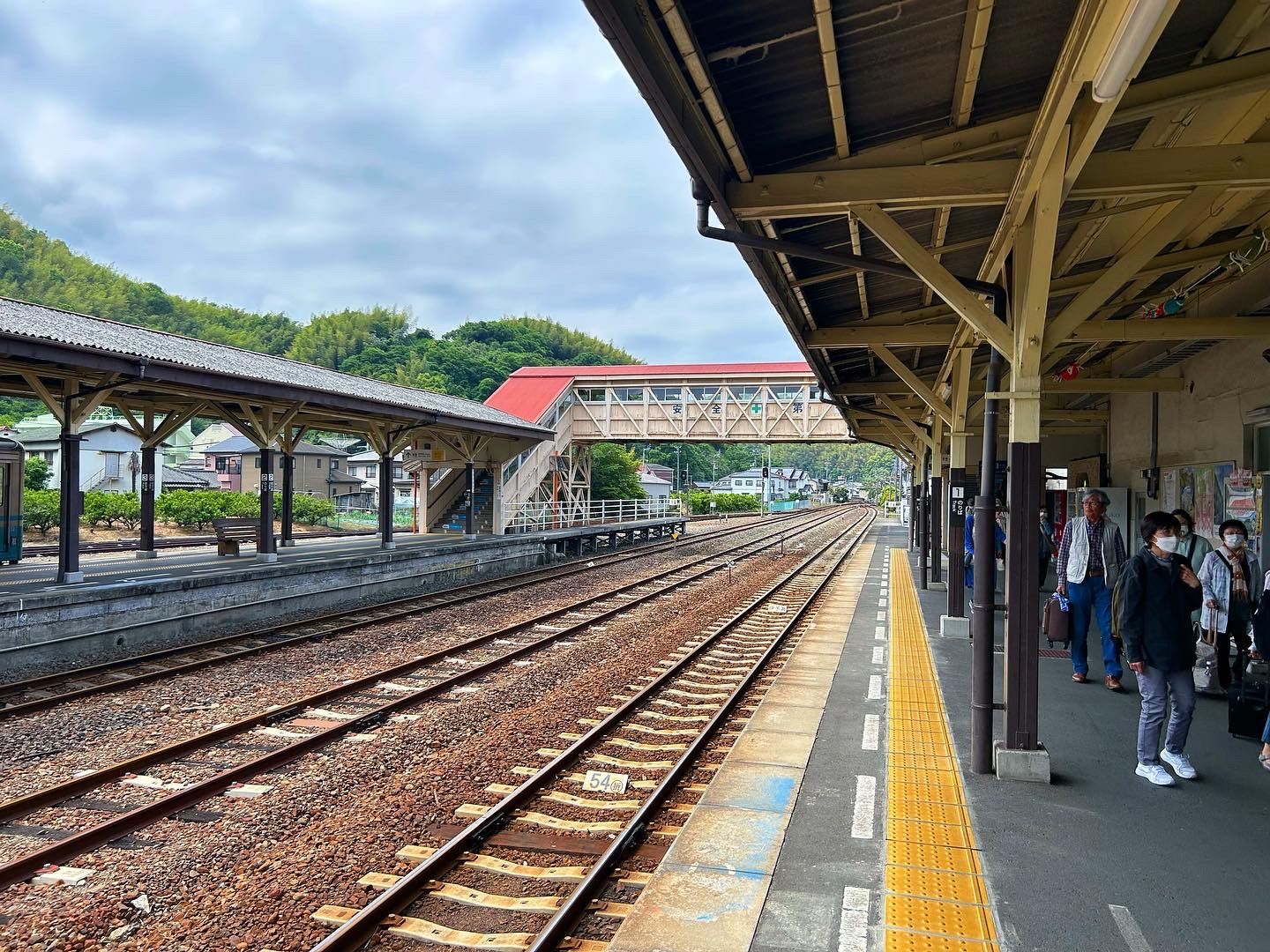
ホーム（2023年5月）

| のりば | 路線    | 方向 | 行先                                 | 備考                       |
| ------ | ------- | ---- | ------------------------------------ | -------------------------- |
| 1      | ■予讃線 | 上り | 伊予大洲・松山・高松・岡山方面       |                            |
| 2      | ■予讃線 | 下り | 卯之町・伊予吉田・宇和島・江川崎方面 |                            |
| 3      | ■予讃線 | 下り | 卯之町・伊予吉田・宇和島・江川崎方面 | 当駅始発の一部             |
| 3      | ■予讃線 | 上り | 伊予大洲・松山・高松・岡山方面       | 当駅始発の一部及び待避列車 |

運転線路呼称
- 1番線（1番のりば、上り本線）
- 2番線（ホームなし、留置線）
- 3番線（2番のりば、下り本線）
- 4番線（3番のりば、上下待避線）

- 切符券売機（2025年1月）
- 改札口（2025年1月）
- ホーム（2023年5月）

## 利用状況
1日平均の乗車人員は以下の通りである。
| 年度               | 1日平均 乗車人員 | 出典    |
| ------------------ | ---------------- | ------- |
| 1990年（平成02年） | 1,331            | [ * 2 ] |
| 1991年（平成03年） | 1,363            | [ * 2 ] |
| 1992年（平成04年） | 1,368            | [ * 2 ] |
| 1993年（平成05年） | 1,367            | [ * 2 ] |
| 1994年（平成06年） | 1,432            | [ * 2 ] |
| 1995年（平成07年） | 1,362            | [ * 2 ] |
| 1996年（平成08年） | 1,332            | [ * 2 ] |
| 1997年（平成09年） | 1,311            | [ * 2 ] |
| 1998年（平成10年） | 1,302            | [ * 2 ] |
| 1999年（平成11年） | 1,267            | [ * 2 ] |
| 2000年（平成12年） | 1,247            | [ * 2 ] |
| 2001年（平成13年） | 1,211            | [ * 2 ] |
| 2002年（平成14年） | 1,149            | [ * 2 ] |
| 2003年（平成15年） | 1,142            | [ * 2 ] |
| 2004年（平成16年） | 1,113            | [ * 2 ] |
| 2005年（平成17年） | 1,143            | [ * 2 ] |
| 2006年（平成18年） | 1,098            | [ * 3 ] |
| 2007年（平成19年） | 1,083            | [ * 3 ] |
| 2008年（平成20年） | 1,054            | [ * 3 ] |
| 2009年（平成21年） | 993              | [ * 3 ] |
| 2010年（平成22年） | 982              | [ * 4 ] |
| 2011年（平成23年） | 990              | [ * 4 ] |
| 2012年（平成24年） | 980              | [ * 5 ] |
| 2013年（平成25年） | 996              | [ * 5 ] |
| 2014年（平成26年） | 950              | [ * 6 ] |
| 2015年（平成27年） | 961              | [ * 6 ] |
| 2016年（平成28年） | 919              | [ * 1 ] |
| 2017年（平成29年） | 916              | [ * 1 ] |
| 2018年（平成30年） | 810              | [ * 1 ] |
| 2019年（令和元年） | 819              | [ * 1 ] |
| 2020年（令和02年） | 660              | [ * 1 ] |

## 駅周辺
八幡浜市の中心部からは、やや離れている。
- 八幡浜港フェリーのりば：臼杵港、別府国際観光港とを結ぶフェリー航路が就航している。駅の西側に位置しており、車で約5分、徒歩で約30分だが道中のほとんどに歩道が整備されている[6]。
- ハローワーク八幡浜
- 八幡浜労働基準監督署
- 八幡浜税務署
- 八幡浜市保健福祉総合センター
- ニューホテルトヨ
- 八幡浜郵便局
- 八幡浜桧谷郵便局（駅から一番近い郵便局）
- 国道197号
- 国道378号
- 愛媛県道27号八幡浜港線
上記3路線が交差する江戸岡交差点は県下有数の渋滞の名所として知られる。

## バス路線
- 八幡浜駅前バスのりば
  - 一般路線バス：伊予鉄南予バス（本社営業所が駅前に位置する）・宇和島自動車
  - 高速バス：伊予鉄バス・阪急バス
  - 他のバス：肱南観光バス（松山空港シャトルバスを運行）

## 隣の駅
※当駅に停車する特急「宇和海」の隣の停車駅は列車記事を参照のこと。
四国旅客鉄道（JR四国）
■予讃線
千丈駅 (U17) - 八幡浜駅 (U18) - 双岩駅 (U19)